# 伊朗里亞爾
伊朗里亞爾（波斯語：ریال；貨幣編號IRR；標誌：﷼）是伊朗目前的流通貨幣。輔幣單位第納爾。1里亞爾=100第納爾。然而在一般日常生活中，伊朗人習慣以土曼（تومان/toman）來標示價錢，1土曼=10里亞爾。
由於伊朗因為近期核問題，及油價下跌影響（伊朗82%出口為石油），因此貶值快速，2019年10月1日時，1美元可兌換42,016伊朗里亞爾。已有10,000舊貨幣換1新貨幣的想法，但目前一直維持當前貨幣流通。
2016年12月，伊朗政府宣布該國的貨幣將從里亞爾（Rial）更改為常用的土曼（Toman）。此舉需伊朗議會批准。2019年，伊朗政府部長通過了一項法案，要求去掉四個零，並將一個土曼重估為等於10000里亞爾，而不是之前的十里亞爾。
2020年5月4日，伊朗议会投票通过《伊朗货币和银行法》修正案，将官方货币改为“土曼”（Toman），1万里亚尔兑换1土曼。

## 流通中的貨幣

### 硬幣
- 50 里亞爾
- 100 里亞爾
- 250 里亞爾
- 500 里亞爾
- 1000 里亞爾
- 2000 里亞爾
- 5000 里亞爾

### 紙幣

#### 1925-41 年
|  |  | 5里亞爾     | 130 × 67 |  | 綠色   | 李查汗 | 價值、獅子與太陽與皇冠 |
|  |  | 10里亞爾    | 136 × 69 |  | 棕色   | 李查汗 | 價值、獅子與太陽與皇冠 |
|  |  | 20里亞爾    | 142 × 71 |  | 紫色   | 李查汗 | 價值、獅子與太陽與皇冠 |
|  |  | 500里亞爾   | 142 × 71 |  | 海軍藍 | 李查汗 | 居魯士大帝的陵墓       |
|  |  | 1,000里亞爾 | 148 × 73 |  | 銀色   | 李查汗 | 德馬溫峰               |

#### 1942-78 年
|  |  | 10里亞爾     | 130 × 67 |  | 銀色   | 穆罕默德-李查·巴勒維        | 大流士一世的皇家印章       |
|  |  | 10里亞爾     | 130 × 67 |  | 銀色   | 穆罕默德-李查·巴勒維        | 伊本·西那的陵墓            |
|  |  | 10里亞爾     | 130 × 67 |  | 銀色   | 穆罕默德-李查·巴勒維        | 阿米爾卡比爾大壩           |
|  |  | 20里亞爾     | 130 × 67 |  | 橙色   | 穆罕默德-李查·巴勒維        | 阿米爾卡比爾大壩           |
|  |  | 50里亞爾     | 130 × 67 |  | 綠色   | 穆罕默德-李查·巴勒維        | 巴勒維與伊朗商人           |
|  |  | 50里亞爾     | 130 × 67 |  | 綠色   | 穆罕默德-李查·巴勒維        | 帕薩爾加德的居鲁士大帝陵墓 |
|  |  | 100里亞爾    | 136 × 69 |  | 紫色   | 穆罕默德-李查·巴勒維        | 社會福利                   |
|  |  | 100里亞爾    | 136 × 69 |  | 紫色   | 穆罕默德-李查·巴勒維        | 德黑蘭大理石宮             |
|  |  | 100里亞爾    | 136 × 69 |  | 紫色   | 李查汗 穆罕默德-李查·巴勒維 | 巴列維王朝成立50週年       |
|  |  | 200里亞爾    | 136 × 69 |  | 藍綠色 | 穆罕默德-李查·巴勒維        | 阿扎迪塔                   |
|  |  | 500里亞爾    | 142 × 71 |  | 銀黃色 | 穆罕默德-李查·巴勒維        | 馬利克金杯                 |
|  |  | 1,000里亞爾  | 148 × 73 |  | 棕色   | 穆罕默德-李查·巴勒維        | 哈菲茲墓                   |
|  |  | 5,000里亞爾  | 154 × 75 |  | 藍色   | 穆罕默德-李查·巴勒維        | 古列斯坦宮                 |
|  |  | 10,000里亞爾 | 160 × 77 |  | 綠色   | 穆罕默德-李查·巴勒維        | 伊朗國會                   |

#### 1981/85 年

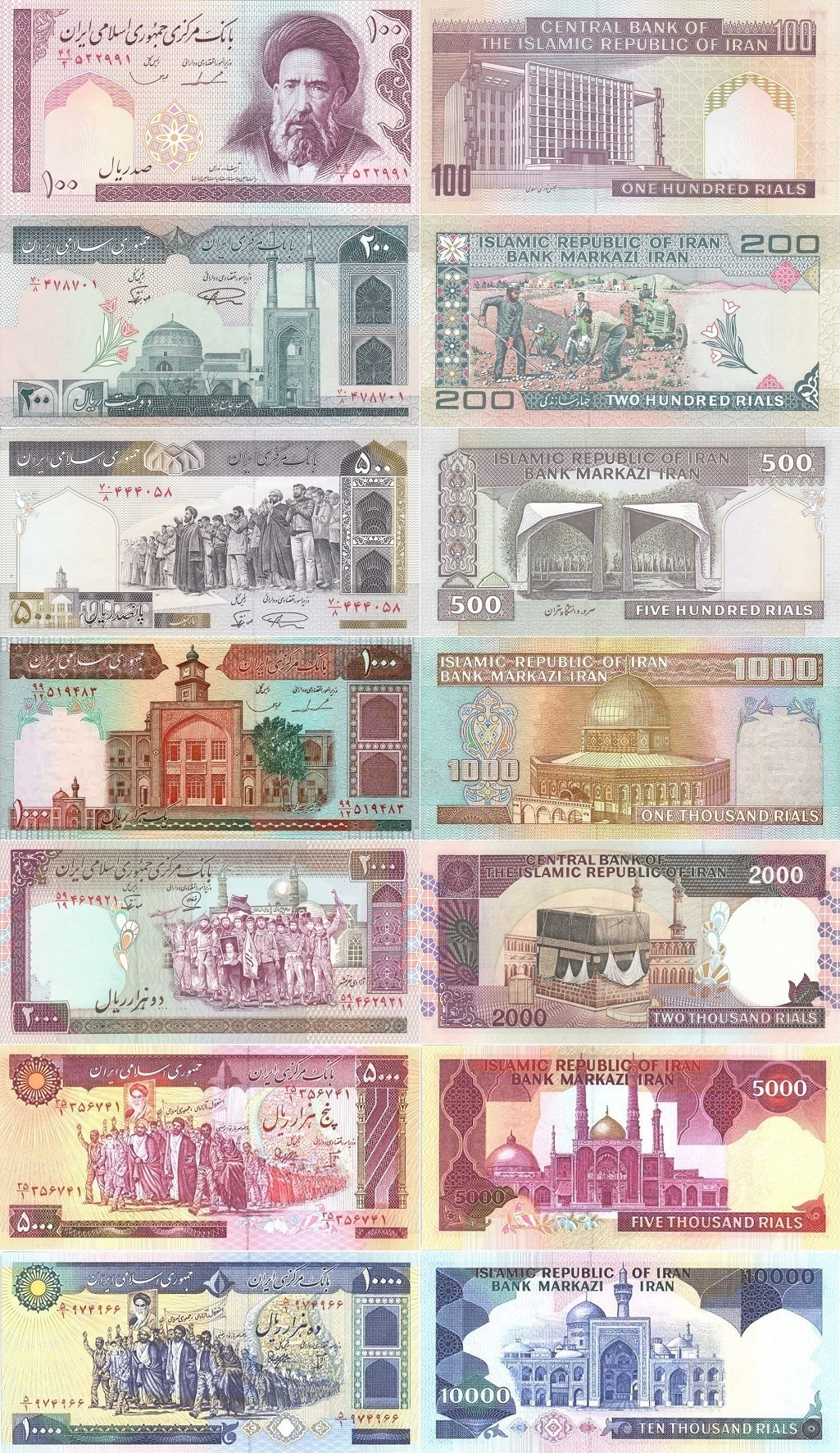
伊朗在1981和1985年發行的紙幣。

- 100 里亞爾
  - 正面：哈桑·勒斯
  - 背面：伊斯蘭議會的舊大樓
- 200 里亞爾
  - 正面：在亞茲德的詹姆清真寺
  - 背面：農業工作者
- 500 里亞爾
  - 正面：星期五的祈禱
  - 背面：德黑蘭大學的正門
- 1,000 里亞爾
  - 正面：法西亞學校
  - 背面：圆顶清真寺
- 2,000 里亞爾
  - 正面：革命黨人
  - 背面：克爾白
- 5,000 里亞爾
  - 正面：革命黨人
  - 背面：法蒂瑪·馬西美神殿
- 10,000 里亞爾
  - 正面：革命黨人
  - 背面：伊玛目礼萨圣陵

#### 1992 年
- 1,000 里亞爾
  - 正面：魯霍拉·穆薩維·何梅尼
  - 背面：圓頂清真寺
- 2,000 里亞爾
  - 正面：魯霍拉·穆薩維·何梅尼
  - 背面：克爾白
- 5,000 里亞爾
  - 正面：魯霍拉·穆薩維·何梅尼
  - 背面（版本 1）：花朵和小鳥

伊朗在1992年開始流通的紙幣。正面右邊有人物；左下角右上角有面值；左上角右下角有編號；人物靠左有兩個簽名；左邊空白位置有水印。而背面中間有不同景物；最上方有銀行名稱；左下角右上角有面值；右邊空白位置有水印。

  - 背面（版本 2）：希望号卫星、信使號運載火箭、地球和伊朗的領土
  - 背面（版本 3）：扎博勒的陶器（伊朗東部）
- 10,000 里亞爾
  - 正面：魯霍拉·穆薩維·何梅尼
  - 背面：德馬峰
- 20,000 里亞爾
  - 正面：魯霍拉·穆薩維·何梅尼
  - 背面（版本 1）：伊玛目广场
  - 背面（版本 2）：阿克萨清真寺
  - 背面（版本 3）：阿加扎德大樓
- 50,000 里亞爾
  - 正面：魯霍拉·穆薩維·何梅尼
  - 背面（版本 1）：伊朗地圖和原子模型、阿拉伯文、「波斯灣」的英文
  - 背面（版本 2）：德黑蘭大學的正門
- 100,000 里亞爾
  - 正面：魯霍拉·穆薩維·何梅尼
  - 背面：萨迪·设拉兹的陵墓

## 外部連結
- 唐的世界硬币画廊：Iran
- 罗恩·怀斯的世界纸币：Iran 镜像网站
- 现代金融系统表格－库尔特·舒勒制作：Asia 镜像网站
- 环球货币历史：Iran
- 《环球金融资料》系列：Iran Rial
- 《环球金融资料》货币历史表格（ 微软试算表格式）